# Physics of Fluids
Physics of Fluids (з 1989 до 1993 року — Physics of Fluids A) — англомовний щомісячний рецензований науковий журнал присвячений динаміці рідини, заснований Американським інститутом фізики у 1958 році та видається видавництвом цього інституту. Журнал присвячений динаміці газів, рідин і складних або багатофазних рідин і публікує результати оригінальних досліджень, отриманих теоретичним, обчислювальним та експериментальним методами. Статті з'являються щодня в електронному вигляді на сайті та публікуються щомісяця у друкованому варіанті.

## Історична довідка
З 1958 до 1988 роки журнал публікував також статті з фізики плазми. З 1989 по 1993 роки журнал було розділено на два видання: Physics of Fluids A присвячене динаміці рідин, та Physics of Fluids B, присвячене фізиці плазми. У 1994 році другий журнал було перейменовано на Physics of Plasmas, а перший відновив свою первісну назву — Physics of Fluids.
Спочатку журнал видавався Американським інститутом фізики у співпраці з відділом динаміки рідин Американського фізичного товариства. У 2016 році єдиним видавцем став Американський інститут фізики. У 1985—2015 роках «Physics of Fluids» публікував «Gallery of Fluid Motion», що містив відзначені нагородами фотографії, зображення та візуальне потокове мультимедіа присвячені рухові рідин.
За фінансування від Американського інституту фізики Американське фізичне товариство заснувало щорічну Премію Франсуа Нафталі Френкель (англ. François Naftali Frenkiel Award) у 1984 році для нагородження молодого вченого, який протягом попереднього року опублікував статтю, що зробила значний внесок у динаміку рідини. Стаття, що претендувала на нагороду, обиралася з Physics of Fluids до 2016 року, але зараз її вибирають із журналу Physical Review Fluids. Аналогічно запрошені доповіді зі щорічних пленарних засідань відділу динаміки рідин Американського фізичного товариства раніше публікувалися у Physics of Fluids, але з 2016 року публікуються в журналі Physical Review Fluids.
Згідно з бібліометричним довідником Journal Citation Reports, журнал у 2021 році мав імпакт-фактор 4,980.

## Головні редактори
За період існування журналу його головними редакторами були:
- 1958—1981: Франсуа Френкель[en]
- 1982—1997: Андреас Акрівос[en]
- 1998—2015: Джон Кім[en], Леслі Гарі Ліль[en]
- 2016–: Алан Джеффрі Джакомін[en]